# Chocolate Box (Bros-dal)
A Chocolate Box cím dal a brit Bros fiúcsapat 1989-ben megjelent kislemeze a The Time című albumról. A dal több slágerlistára is felkerült. A legmagasabb helyezést az Ír kislemezlistán sikerült elérnie, ahol a 2. helyen landolt.

## Megjelenések
12"  Görögország CBS – 655332 6
- A	Chocolate Box (Swing Mix) 6:15
- B1	Chocolate Box (House Mix) 6:20
- B2	Chocolate Box (Rap Mix) 4:25

## Slágerlista
| Slágerlista                                  | Legjobb Helyezés |
| -------------------------------------------- | ---------------- |
| Ausztrália (ARIA Charts)                     | 23               |
| Írország (Ír slágerlista)                    | 2                |
| Hollandia (MegaCharts)                       | 87               |
| Új-Zéland (Official New Zealand Music Chart) | 29               |
| Franciaország (SNEP)                         | 37               |
| Egyesült Királyság (Brit kislemezlista)      | 9                |
| Belgium (Ultratop)                           | 35               |